# Ізола-Рицца
Ізола-Рицца (італ. Isola Rizza, вен. Ixoła Riza) — муніципалітет в Італії, у регіоні Венето,  провінція Верона.
Ізола-Рицца розташована на відстані близько 400 км на північ від Рима, 95 км на захід від Венеції, 24 км на південний схід від Верони.
Населення — 3286 осіб (2014).
Щорічний фестиваль відбувається 29 червня. Покровитель — Петро (апостол).

## Демографія
Населення за роками:

Станом на 1 січня 2023 року в муніципалітеті офіційно проживали 362 іноземці з 30 країн, серед них 183 громадяни країн Євросоюзу та 11 громадян України.

## Сусідні муніципалітети
- Боволоне
- Оппеано
- Ронко-алл'Адідже
- Роверк'яра
- Сан-П'єтро-ді-Морубіо